# Cetonia laeviventris
Cetonia laeviventris är en skalbaggsart som beskrevs av Gilbert John Arrow 1910. Cetonia laeviventris ingår i släktet Cetonia och familjen Cetoniidae. Inga underarter finns listade i Catalogue of Life.